# (5462) 1984 SX5
Az (5462) 1984 SX5 a Naprendszer kisbolygóövében található aszteroida. Henri Debehogne fedezte fel 1984. szeptember 21-én.